# Studenten voor Leiden
Studenten voor Leiden (SVL) is een lokale studentenpartij in de Nederlandse stad Leiden. De partij werd opgericht in 2020. Bij de gemeenteraadsverkiezingen van 2022 won Studenten voor Leiden twee zetels in de gemeenteraad.

## Geschiedenis
In 2019 ontstonden al de eerste plannen voor het oprichten van een studentenpartij in Leiden uit onvrede over het verkameringsbeleid van de gemeente. In de zomer van 2020 werd Studenten voor Leiden opgericht met het doel om mee te doen bij de Nederlandse gemeenteraadsverkiezingen 2022.  Bij deze verkiezingen wist de partij twee zetels te halen in de gemeenteraad. Mitchell Wiegand Bruss was hun lijsttrekker. Voormalig VVD-wethouder Pieter van Woensel was een van de lijstduwers. Hij was eerder in Groningen al betrokken was bij de oprichting van Student en Stad.
Bij de gemeenteraadsverkiezingen van 2022 stond Studenten voor Leiden op lijst 11. De partij haalde tijdens deze verkiezingen twee zetels.

## Ideologie
Studenten voor Leiden is opgericht vanuit vijf kernwaarden. Vanuit deze vijf kernwaarden zijn vijf basisspeerpunten ontstaan, zoals "meer inspraak, betrokkenheid en aandacht voor studenten, starters en jongeren, een beter woonklimaat, een duurzaamheidsbeleid, betere infrastructuur voor voetgangers, fietsers en bromfietsers en meer vrijheid voor de horecaondernemers".

## Gemeenteraad
SVL heeft sinds 2022 twee zetels in de gemeenteraad. De fractie bestaat anno 2025 uit fractievoorzitter Elianne Wijnands en raadslid Mitchell Wiegand Bruss, ondersteund door de drie duoraadsleden Cato Weggen, John Verstappen en Claire van Megen.

## Verkiezingsuitslagen
| Verkiezingsjaar | Lijsttrekker           | Aantal stemmen | % van de stemmers | Aantal behaalde zetels | Coalitie/Oppositie |
| --------------- | ---------------------- | -------------- | ----------------- | ---------------------- | ------------------ |
| 2022            | Mitchell Wiegand Bruss | 3.122          | 5,66              | 2 / 39                 | Oppositie          |

## Varia
Leiden is niet de enige Nederlandse gemeente met een studenten- of jongerenpartij in de gemeenteraad. Utrecht, Groningen en Delft kennen respectievelijk Student & Starter, Student en Stad en STIP. 